# فرانسین شاپیرو
فرانسین شاپیرو (انگلیسی: Francine Shapiro؛ زادهٔ ۱۸ فوریه ۱۹۴۸- درگذشته ۱۶ ژوئن ۲۰۱۹) یک دکترای روان‌شناس، و روان درمانگر اهل آمریکا بود. وی ابداع‌کننده EMDR (حساسیت‌زدایی از طریق حرکت چشم و پردازش مجدد)، شیوه‌ای از روان‌درمانی برای رفع علائم و نشانه‌های آسیب‌زا و تجربیات نگران‌کنندهٔ زندگی و کاهش استرس ناشی از آسیب‌های روانی است.
در سال ۱۹۷۹ شاپیرو دوره دکترای خود در رشته ادبیات انگلیسی در دانشگاه نیویورک را می گذراند. درست پیش از اینکه رساله دکتری خود را آغاز کند  مشخص شد که به سرطان مبتلا است و این اتفاق نقطه عطفی برای شاپیرو شد که وارد رشته بالینی شود  و درسال ۱۹۸۷ این زن روان‌شناس به‌طور اتفاقی دریافت با حرکت سریع چشمانش از جهتی به جهت دیگر از تأثیر افکار منفی و خاطرات و احساسات آزار دهنده، به شکل قابل توجهی کاسته می‌شود. این تجربه منجر به بررسی بیشتر این پدیده با کار بر روی حدود ۷۰ داوطلب به‌طور سیستماتیک شد. او راهی پیدا کرد که از این حرکات سریع چشم در یک روش درمانی ویژه استفاده کند. او پی برد که این روش در کاهش اضطراب مزمن در قربانیان وقایع آسیب‌زا و تروما موفقیت‌آمیز است. به این ترتیب در ۱۹۸۹ نوع جدیدی از روان‌درمانی را با عنوان درمان حساسیت‌زدایی از طریق حرکت چشم و پردازش مجدد یا به اختصار EMDR، معرفی کرد. شیوه درمانی ای ام دی آر عمدتاً برای اختلال استرس پس از سانحه، مدون شده‌است و اغلب تحقیقات، اثرمندی آن را تأیید کرده‌است. در سال ۱۹۹۵ میلادی شاپیرو با انتشار کتابی به تشریح مراحل هشتگانهٔ این نوع روان‌درمانی پرداخت. این روش در درمان بیماران دچار PTSD که نمی‌توانند تنش و استرسِ روانیِ رویداد یا سانحه‌ای در گذشته را فراموش کنند، مؤثر و کارا است. ای‌ام‌دی‌آر در حال حاضر عملاً به عنوان یک درمان مؤثر برای تروما در دستورالعمل‌های متعدد بین‌المللی، از جمله توسط انجمن روان‌شناسی آمریکا و وزارت دفاع توصیه می‌شود.